# قائمة سفراء اليمن لدى الصين
السفير اليمني في بكين هو الممثل الرسمي للحكومة اليمنية في عدن لدى حكومة الصين.

## قائمة السفراء
| التعيين الدبلوماسي | السفير                        | ملاحظات                                                                  | قائمة رؤساء الحكومات اليمنية | رئيس وزراء جمهورية الصين الشعبية | نهاية المدة   |  |
| ------------------ | ----------------------------- | ------------------------------------------------------------------------ | ---------------------------- | -------------------------------- | ------------- |  |
| يونيو 24, 1956     |                               | أقامت الحكومتان في بكين وصنعاء علاقات دبلوماسية.                         | أحمد بن يحيى                 | تشو إنلاي                        |               |  |
| فبراير 6, 1967     |                               | لا يوجد سفير حتى عام 1967                                                | عبدالله السلال               | تشو إنلاي                        |               |  |
| فبراير 6, 1967     | محمد عبد الواسع حميد          |                                                                          | عبدالله السلال               | تشو إنلاي                        | يوليو 4, 1968 |  |
| يوليو 4, 1968      | عبد الواحد الخرباش            | [ 1 ]                                                                    | حسن العامري                  | تشو إنلاي                        | مايو 23, 1970 |  |
| يوليو 17, 1970     | عبده عثمان محمد               |                                                                          | محسن احمد العيني             | تشو إنلاي                        | يناير 1, 1979 |  |
| مارس 1, 1980       | احمد محمد الواديدي            |                                                                          | عبد العزيز عبد الغني         | تشاو زيانغ                       |               |  |
| يناير 1, 1985      | حسين عبد الخالق الجلال        | [ 2 ]                                                                    | عبد العزيز عبد الغني         | تشاو زيانغ                       |               |  |
| مايو 20, 1991      | غالب سعيد العدوفي             |                                                                          | حيدر أبو بكر العطاس          | لي بينغ                          |               |  |
| سبتمبر 1, 1995     | محمد هادي عوض                 | ولد في 5 مايو 1934                                                       | عبد العزيز عبد الغني         | لي بينغ                          |               |  |
| ديسمبر 15, 2000    | عبد الوهاب محمد الشوكاني      | [ 4 ]                                                                    | عبد الكريم الارياني          | تشو رونغجي                       | يناير 1, 2004 |  |
| يناير 29, 2005     | مروان عبدالله عبدالوهاب نعمان |                                                                          | عبد القادر باجمال            | ون جيا باو                       |               |  |
| أكتوبر 21, 2007    | عبد الملك المعلمي             | عبد الملك المعلمي - كان وزيرا للاتصالات وتكنولوجيا المعلومات في عام 2004 | علي محمد مجور                | ون جيا باو                       | يناير 1, 2008 |  |
| ديسمبر 19, 2016    | محمد عثمان المخلافي           | [ 6 ]                                                                    | احمد عبيد بن دغر             | لي كه تشيانغ                     |               |  |

## جنوب اليمن
- جمهورية الديموقراطية الشعبية (اليمن الجنوبي)

## قائمة السفراء
| اتفاق دبلوماسي / تعيين | السفير                  | ملاحظات                                        | قائمة رؤساء الحكومات اليمنية | رئيس وزراء جمهورية الصين الشعبية | نهاية المدة     |  |
| ---------------------- | ----------------------- | ---------------------------------------------- | ---------------------------- | -------------------------------- | --------------- |  |
| فبراير 2, 1968         |                         | أقامت الحكومتان في بكين وعدن علاقات دبلوماسية. | قحطان محمد الشعبي            | تشو إنلاي                        |                 |  |
| فبراير 2, 1968         |                         | لا يوجد سفير حتى عام 1973                      | قحطان محمد الشعبي            | تشو إنلاي                        | فبراير 17, 1973 |  |
| فبراير 17, 1973        | علوي عبد الرحمن السقاف  |                                                | علي ناصر محمد                | تشو إنلاي                        | نوفمبر 29, 1975 |  |
| نوفمبر 29, 1975        | علي صالح معوض           |                                                | علي ناصر محمد                | تشو إنلاي                        | أغسطس 6, 1978   |  |
| أغسطس 6, 1978          | احمد صالح حاجب          |                                                | علي ناصر محمد                | هوا جوفينج                       | يناير 1, 1980   |  |
| فبراير 1, 1981         | ياسين احمد صالح         | [ 7 ]                                          | علي ناصر محمد                | تشاو زيانغ                       |                 |  |
| نوفمبر 19, 1984        | إبراهيم عبدالله السعيدي | [ 8 ]                                          | علي ناصر محمد                | تشاو زيانغ                       |                 |  |
| يناير 1, 1987          | غالب سعيد العدوفي       |                                                | ياسين سعيد نعمان             | لي بينغ                          |                 |  |